# أندريه هوفمان (سياسي)
أندريه هوفمان (بالفرنسية: André Hoffmann)‏ هو سياسي لوكسمبورغي، ولد في 18 أكتوبر 1941 بلوكسمبورغ في لوكسمبورغ. حزبياً، نشط في Communist Party of Luxembourg ‏. وقد انتخب municipal councillor ‏.